# Fernando Abril-Martorell Hernández
Fernando Abril-Martorell Hernández (Segòvia, 1965) és un empresari espanyol, que va exercir de president d'Indra Sistemas entre 2015 i 2021.

## Biografia
Nascut l'any 1965 a la ciutat castellana de Segòvia, va tenir per pare a Fernando Abril Martorell, polític valencià d'ideologia anticatalanista que va ocupar càrrecs públics durant el Franquisme i el primer govern de transició postfranquista, a les files de la Unió de Centre Democràtic (UCD). Es va llicenciar en Dret i Administració d'empreses a la Universitat Pontifícia de Comillas, concretament a la facultat que antigament corresponia a l'Institut Catòlic d'Administració i Direcció d'Empreses (ICADE).
Al llarg de la seva trajectòria professional com a executiu ha exercit diversos càrrecs, com ara el de conseller delegat de Credit Suisse per a Espanya i Portugal; el de director de gestió i tresorer de JP Morgan Chase a Espanya; el de director financer i conseller delegat de Telefónica (1997-2000 i 2000-2003) o el de conseller delegat del grup Prisa (2012-2014). Al capdavant de la companyia de telefonia va liderar la seva privatització i durant la seva estada al grup editorial va capitanejar el seu refinançament. Com a conseller també forma part d'ENCE i d'AENA. Ara bé, el càrrec més important que ha desenvolupat va ser el de president d'Indra Sistemas, iniciat el 29 de gener de 2015 i finalitzat el 27 de maig de 2021. En el càrrec va ser reemplaçat per Marc Murtra a petició del Govern espanyol, que controla el 18% de l'empresa a través de la SEPI, però sense disposar de potestats executives a diferència d'Abril-Martorell.
Quan va entrar a Indra Sistemas, la presidència de l'entitat era un dels càrrecs d'empreses espanyoles semiestatals més ben retribuïts. Per això, en el seu primer any, el 2015, va decidir reduir-se el salari d'1 milió d'euros a 775.000 d'euros, xifra que va suposar gairebé un 25% menys del que va cobrar l'any 2014 el seu predecessor Javier Monzón. Així mateix, la retribució variable en efectiu, considerada el 70% de la retribució variable anual, es va reduir de 1,55 a 1,18 milions d'euros. Quan va finalitzar la presidència l'any 2021 es va anunciar una indemnització fixada pel Govern espanyol de fins un màxim de 6,1 milions d'euros.